# Aleuron chloroptera
Aleuron chloroptera (Perty, [1833]) è un lepidottero appartenente alla famiglia Sphingidae, diffuso in America Centrale e Meridionale.

## Descrizione

### Adulto
È possibile distinguerla dalle altre specie del genere Aleuron (tranne A. prominens) per la colorazione verde, pressoché uniforme, della pagina superiore dell'ala anteriore, da cui prende il nome. Si può inoltre notare, in posizione submarginale, una piccola macchia nera sulla venatura M2. La pagina superiore dell'ala posteriore è, essa pure, verdastra, con un'ampia banda nera marginale.

Alcuni esemplari catturati nel Brasile meridionale rivelano un addome di colore rosa.
I sessi sono simili, tuttavia, il lobo sul margine costale dell'ala posteriore è meno pronunciato nelle femmine (D'Abrera, 1986).

L'apertura alare va da 64 a 70 mm.

### Larva
Il primo stadio di sviluppo del bruco è verde brillante, con un lungo processo caudale nerastro, che via via si riduce negli stadi di sviluppo successivi; in seguito alle varie mute, le larve divengono sempre più scure e tendenti al rosso-brunastro. L'intero processo di sviluppo larvale dura circa 48 giorni.

### Pupa
I bruchi si impupano in camere sotterranee. Le pupe appaiono brunastre-arancioni e lucide, con macchie nere. La fase pupale dura, normalmente, 18 giorni.

## Distribuzione e habitat
L'areale è ampio, comprendendo Brasile (Mato Grosso, locus typicus), Messico, Belize (Cayo, Stann Creek), Guatemala, Honduras, Nicaragua (Chontales), Costa Rica (Guanacaste, Puntarenas, Heredia), El Salvador, Panama, Colombia, Ecuador, Perù, Bolivia (La Paz, Santa Cruz), Venezuela (Aragua), Guyana, Suriname, Guiana Francese, Paraguay (Canindeyú, Alto Paraná, Guairá, Itapúa, Caazapá), Argentina (Misiones, Buenos Aires), e Uruguay.

## Biologia
Gli adulti hanno abitudini crepuscolari, e vengono attratte dalla luce. Durante l'accoppiamento, le femmine richiamano i maschi grazie ad un feromone rilasciato da una ghiandola addominale.

### Periodo di volo
Gli adulti volano da aprile a gennaio; in Costa Rica sono stati riportati tre diversi periodi di volo: gennaio, da aprile ad agosto, e da novembre a dicembre.

### Alimentazione
I bruchi si alimentano su foglie di varie specie di Dilleniaceae tra cui:
- Curatella americana
- Davilla nitida

Gli adulti suggono, all'imbrunire, il nettare da fiori di Calliandra sp. (fam. Fabaceae), Inga sp. (fam. Fabaceae) e Duranta sp. (fam. Verbenaceae).

## Tassonomia

### Sottospecie
Non sono state descritte sottospecie.

### Sinonimi
Sono stati riportati tre sinonimi:
- Aleuron chloropterum (Perty, 1833)
- Aleuron disis Boisduval, 1875
- Sphinx chloroptera Perty, 1833